# 토렐라델산니오
토렐라델산니오(이탈리아어: Torella del Sannio)는 이탈리아 몰리세주 캄포바소도의 코무네다.